# Synchiropus phaeton
Il dragoncello rosa o dragoncello fetonte (Synchiropus phaeton) è un pesce di mare della famiglia Callionymidae.

## Distribuzione e habitat
Comune nel mar Mediterraneo e nell'Oceano Atlantico tra il Portogallo ed il golfo di Guinea.

È una specie di profondità, si incontra su fondali fangosi tra 100 e 600 m.

## Descrizione
Si riconosce dai comuni dragoncelli dei nostri mari, a cui assomiglia nella forma generale del corpo, per gli occhi molto più grandi e con iride blu bordata di giallo e per la colorazione generale rosea o rossiccia. Il muso ha lunghezza uguale al diametro degli occhi. La spina dell'opercolo branchiale ha due punte rivolte in alto. La prima pinna dorsale ha altezza all'incirca uguale alla seconda ed ha una macchia nera tra il terzo ed il quarto raggio (l'ultimo ed il penultimo). La pinna anale e la parte inferiore della pinna caudale hanno un bordo scuro. La pinna caudale, di forma spatolata, nel maschio ha i raggi centrali allungati e sporgenti. Il  dimorfismo sessuale si limita a questo, al contrario che negli altri Callionymidae mediterranei i maschi hanno livrea simile a quella delle femmine e non hanno nessuna traccia di blu elettrico. Il colore è roseo o arancio con macchie brune o verdastre.

La lunghezza non supera i 12 cm nelle femmine e 18 cm nei maschi.

## Alimentazione
Caccia le sue prede restando affossato nel fango del fondale. Si ciba di invertebrati.

## Riproduzione
Ha una stagione riproduttiva molto lunga, dalla primavera all'autunno.

## Pesca
Viene preso soprattutto con le reti a strascico per la cattura del gambero rosso ma non ha nessun valore alimentare o economico.